# El Sereno Open Space Preserve

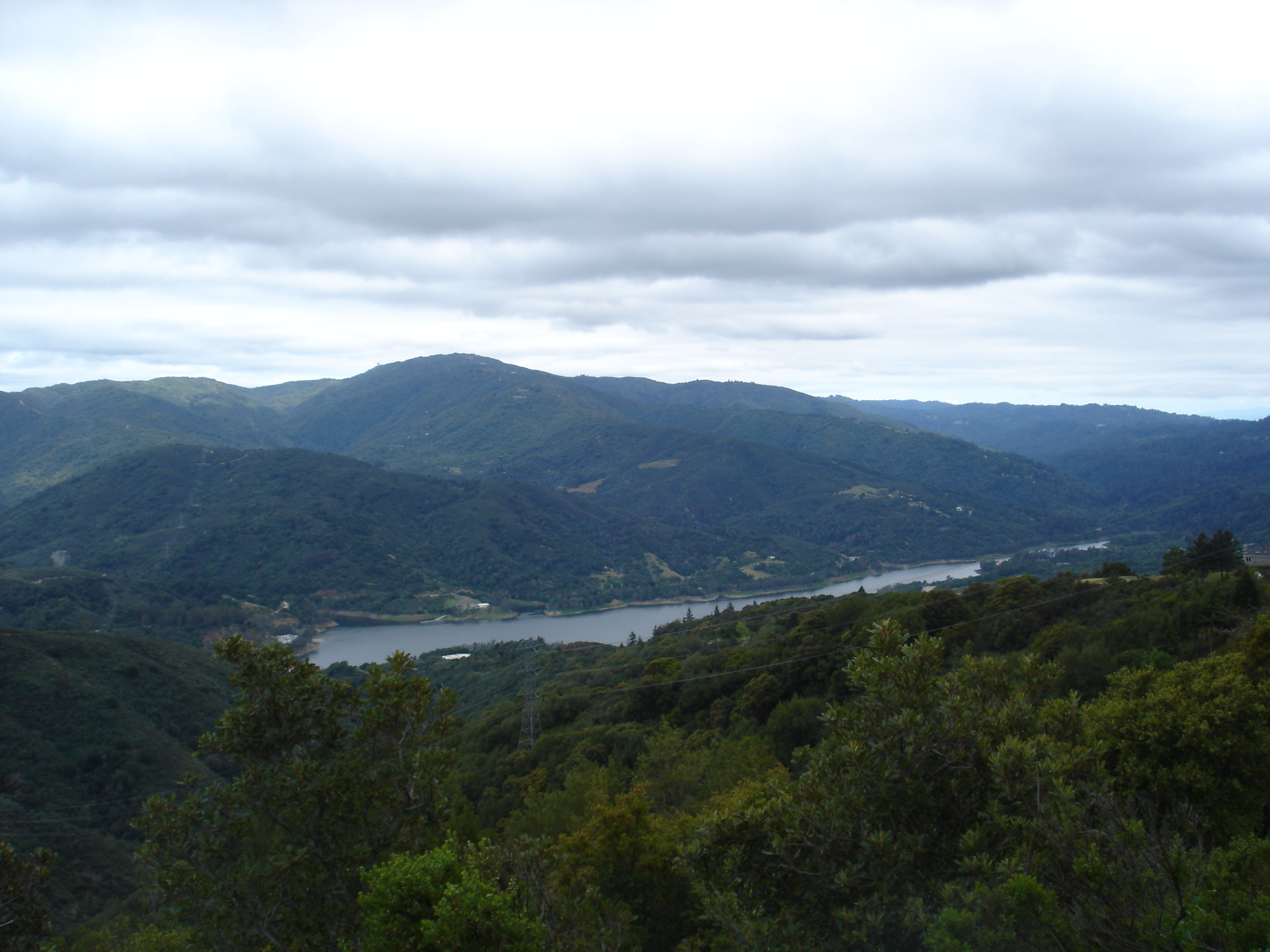
El embalse Lexington desde la reserva de El sereno

El Sereno Open Space Preserve es una unidad de parque del Midpeninsula Regional Open Space District ubicado en la cima y las laderas de 2580 ft. Monte El Sereno, un pico en los Montes Santa Cruz. La reserva se encuentra en condado de Santa Clara, California.

## Localización
La ciudad de Monte Sereno se nombra por el Monte El Sereno.  Una parte de la ciudad está construida al pie de la montaña. La montaña El Sereno está emparejada con el Monte El Sombroso a cada lado de Los Gatos.

## Geología
La falla de San Andrés corre en el valle inmediatamente al sur de la montaña. La zona de falla de Berrocal discurre bajo la vertiente norte de la montaña. Una pequeña falla sin nombre corre en el pequeño valle que conduce al Canon Dr.

## Vistas
La reserva ofrece a los visitantes vistas de Silicon Valley, Los Gatos y Embalse de Lexington. La península de Monterrey se puede ver en la distancia.

## Sendas
Hay estacionamiento limitado disponible al final de "Montevina Rd". El sendero "Montevina Ridge" desde allí se conecta con el sendero Aquinas. El Sendero de la Serenidad llega a la base de un poste de energía con vista al embalse de Lexington. Se accede al "Overlook Trail" al final de "Overlook Drive".

## Hábitat del Puma

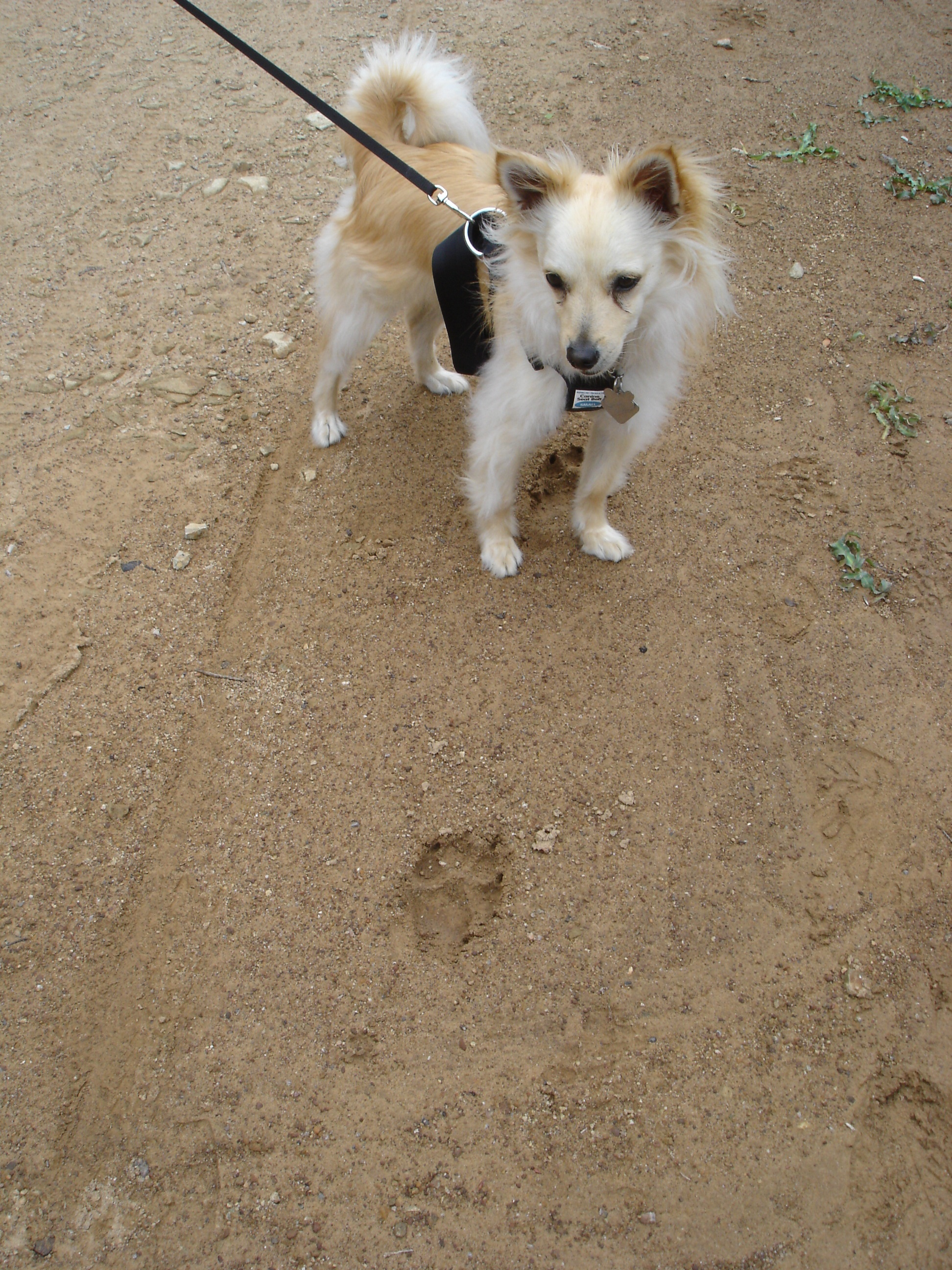
Huellas de Puma en la reserva.

El monte El Sereno es un hábitat del puma. Señales en la entrada de la reserva advierten a las visitantes.